# Enno Stephan
Enno Stephan (* 22. März 1927 in Berlin; † 6. Juni 2018 in Varel) war ein deutscher Journalist und Autor.

## Leben und Beruf
Enno Stephan wuchs in Potsdam auf. Während des Zweiten Weltkriegs wurde er 1943 im Alter von 15 Jahren als Luftwaffenhelfer zum Militärdienst eingezogen. Im April 1945 geriet er bei Bitterfeld in Kriegsgefangenschaft. Die U.S. Army übergab ihn, wie einen Großteil ihrer Gefangenen, den Franzosen. Er wurde in das Kriegsgefangenenlager in Rennes eingewiesen und später in das Kriegsgefangenenlager Fort d’Hauteville verbracht. Vom November 1945 bis zum Mai 1948 arbeitete er als Kriegsgefangener auf einen Bauernhof unweit der Abtei Fontenay in Frankreich. Als ihm im Februar 1948 ein Heimaturlaub gewährt wurde, befragt ihn ein Freund seines Vaters, der als Journalist für Die Welt arbeitete, nach seinem Leben in Frankreich. Als Stephan dessen Artikel gelesen hatte, sah er, dass er das selbst hätte schreiben können, und beschloss, Journalist zu werden.
Nach einem Volontariat bei den Bremer Nachrichten war Stephan 1953 eine Zeit in Dublin tätig. Er recherchierte die Geschichte der Deutschen in Irland und der Iren in Deutschland und veröffentlichte 1961 das Buch Geheimauftrag Irland. Die Deutschen Agenten im Irischen Untergrundkampf 1939–1945. Von 1954 bis 1962 arbeitete Stephan als Kulturredakteur bei der Deutschen Presse-Agentur. Ab 1962 war er beim Deutschlandfunk tätig, für den er ein Programm mit französischsprachigen Informationssendungen aufbaute. Ab 1974 leitete Stephan das gesamte Fremdsprachenprogramm bis zu seiner Pensionierung 1992. Als Pensionär lebte er in Obenstrohe.

## Auszeichnungen
- Verdienstkreuz am Bande des Verdienstordens der Bundesrepublik Deutschland
- Chevalier dans l’Ordre des Arts et des Lettres
- Chevalier de l’Ordre de Léopold in Belgien[4]

## Veröffentlichungen (Auswahl)
- Geheimauftrag Irland. Deutsche Agenten im irischen Untergrundkampf 1939–1945. Stalling Verlag, Oldenburg und Hamburg 1961.
- Burgundische Jahre. Der Gefangene von Fontenay.  Stalling Verlag, Oldenburg und Hamburg 1962.
- Das Revier der Pioniere. Werden und Wachsen des Ruhrgebiets. Mosaik Verlag, Hamburg 1966.
- Treue und Redlichkeit. Wiederbegegnung mit Potsdam. Stalling Verlag, Oldenburg und Hamburg 1968; 3. Auflage: Medienpunkt, Potsdam 2012, ISBN 978-3-00-037914-7.